# Казанская Арчада
Казанская Арчада — село в Каменском районе Пензенской области Российской Федерации, входит в состав Покрово-Арчадинского сельсовета.

## География
Село находится на берегу реки Арчада в 9 км на север от центра сельсовета села Покровская Арчада и в 28 км на юго-восток от райцентра Каменки.

## История
Основано помещиками Ниротморцевыми у вершины Арчады во второй половине 18 в. Названо по храму во имя Казанской иконы Божьей Матери и р. Арчаде. С 1780 г. — селение Пензенского уезда. В 1785 г. — д. Арчада Петра Ивановича Ниротморцева, у него 172 ревизских души. В 1802 г. он основал в селе конный завод для выращивания арабских и других пород рысистых лошадей. В 1790 г. в селе Арчаде 46 дворов, помещицей показана Анна Ивановна Миротворцева. Определение «Казанская» появилось для отличия от Покровской Арчады, когда там в 1817 г. была построена Казанская церковь. С 1831 г. коннозаводское дело продолжил надворный советник Александр Андреевич Ниротморцев. В 1858 г. у него на заводе 7 племенных жеребцов, 80 маток и 238 незаводских лошадей. В 1822 г. выстроена каменная церковь. В 1877 г. — волостной центр, 103 двора, школа, 2 лавки, синильни, овчарня. В конце 19 в. имелось земское училище. В 1911 г. — село Покровско-Арчадинской волости Пензенского уезда, одна крестьянская община, 153 двора, земская школа, 3 ветряных мельницы, 3 шерсточесалки, одно валяльное и одно овчинное заведения, 2 кузницы, 3 лавки.
С 1932 года село являлось центром сельсовета Телегинского района Средневолжского края (с 1939 года — в составе Пензенской области). В 1955 г. — центр сельсовета Телегинского района, центральная усадьба колхоза имени Кагановича. С 1959 года в составе Каменского района. В 1980-е гг. — центральная усадьба колхоза «Вперед к коммунизму». 22.12.2010 г. Казано-Арчадинский сельсовет упразднен, село вошло в состав Покрово-Арчадинского сельсовета.
До 2011 года в селе действовала основная общеобразовательная школа.

## Население
| 1785  | 1790 | 1864 | 1877 | 1897 | 1911 | 1926  |
| ----- | ---- | ---- | ---- | ---- | ---- | ----- |
| 340   | ↗349 | ↗523 | ↗675 | ↗835 | ↗932 | ↗1068 |
| 1930  | 1939 | 1959 | 1979 | 1989 | 1996 | 2002  |
| ↗1130 | ↘854 | ↘480 | ↗521 | ↗636 | ↗698 | ↘564  |
| 2010  |      |      |      |      |      |       |
| ↘531  |      |      |      |      |      |       |

## Инфраструктура
В селе имеются фельдшерско-акушерский пункт, дом культуры, отделение почтовой связи.

## Достопримечательности
В селе расположена недействующая Церковь Казанской иконы Божией Матери (1822).